# さいろ社
さいろ社（さいろしゃ）は、神戸市東灘区を拠点に展開する医療専門の個人経営の出版社。

## 概要
- 沿革：1986年（昭和61年）11月 創業
- 代表者：松本康治
- 所在地：兵庫県神戸市東灘区岡本7-2-10